# Shanqiandian (köpinghuvudort i Kina, Shandong Sheng, lat 37,01, long 120,87)
Shanqiandian (kinesiska: 山前店, 山前店镇) är en köpinghuvudort i Kina. Den ligger i provinsen Shandong, i den östra delen av landet, omkring 350 kilometer öster om provinshuvudstaden Jinan. Antalet invånare är 27 748. Befolkningen består av 13 730 kvinnor och 14 018 män. Barn under 15 år utgör 10,0 %, vuxna 15-64 år 76 %, och äldre över 65 år 13,0 %.
Runt Shanqiandian är det tätbefolkat, med 286 invånare per kvadratkilometer. Närmaste större samhälle är Laiyang, 14,4 km väster om Shanqiandian. Trakten runt Shanqiandian består till största delen av jordbruksmark.
Genomsnittlig årsnederbörd är 784 millimeter. Den regnigaste månaden är juli, med i genomsnitt 259 mm nederbörd, och den torraste är januari, med 12 mm nederbörd.